# Loudblast
Loudblast je francouzská thrash/death metalová hudební skupina z Villeneuve-d’Ascq založená roku 1985. Společně s kapelami Massacra a Agressor patří mezi průkopníky death metalu ve Francii.
Debutní studiové album vyšlo roku 1989 a nese název Sensorial Treatment.

## Diskografie

### Dema
- Behind the Dark Mist (1985)
- Ultimate Violence (1986)
- Loudblast (1987)
- Bazooka Rehearsal (1988)
- Sensorial Treatment (1989)
- Promo 89 (1989)

### Studiová alba
- Sensorial Treatment (1989)
- Disincarnate (1991)
- Sublime Dementia (1993)
- Fragments (1998)
- Planet Pandemonium (2004)
- Frozen Moments Between Life and Death (2011)
- Burial Ground (2014)

### EP
- Licensed to Thrash (1987, jako split nahrávka společně s kapelou Agressor)
- Cross the Threshold (1993)

### Kompilace
- Licensed to Thrash (1998)
- A Taste of Death (1999)

### Živé nahrávky
- The Time Keeper (1995)
- Live (1998)
- Loud, Live & Heavy (2009)